# Antonio Alsúa
Antonio Alsúa (Irun, 25 ottobre 1919 – Irun, 4 marzo 1998) è stato un calciatore e allenatore di calcio spagnolo, di ruolo centrocampista.

## Biografia
Suo fratello Rafael Alsúa è stato anch'egli calciatore professionista.

## Palmarès

### Club

#### Competizioni nazionali
- Coppa di Spagna: 2

Real Madrid: 1946, 1947